# Phoebe palghatensis
Phoebe palghatensis är en lagerväxtart som beskrevs av Mohan Gangopadhyay. Phoebe palghatensis ingår i släktet Phoebe och familjen lagerväxter. Inga underarter finns listade i Catalogue of Life.